# 4798 Mercator
4798 Mercator è un asteroide della fascia principale. Scoperto nel 1989, presenta un'orbita caratterizzata da un semiasse maggiore pari a 2,1972841 UA e da un'eccentricità di 0,1098756, inclinata di 3,65903° rispetto all'eclittica. Il nome è un riferimento al celebre cartografo fiammingo Gerardo Mercatore, noto principalmente per l'omonima proiezione.